# Brada-Rybníček

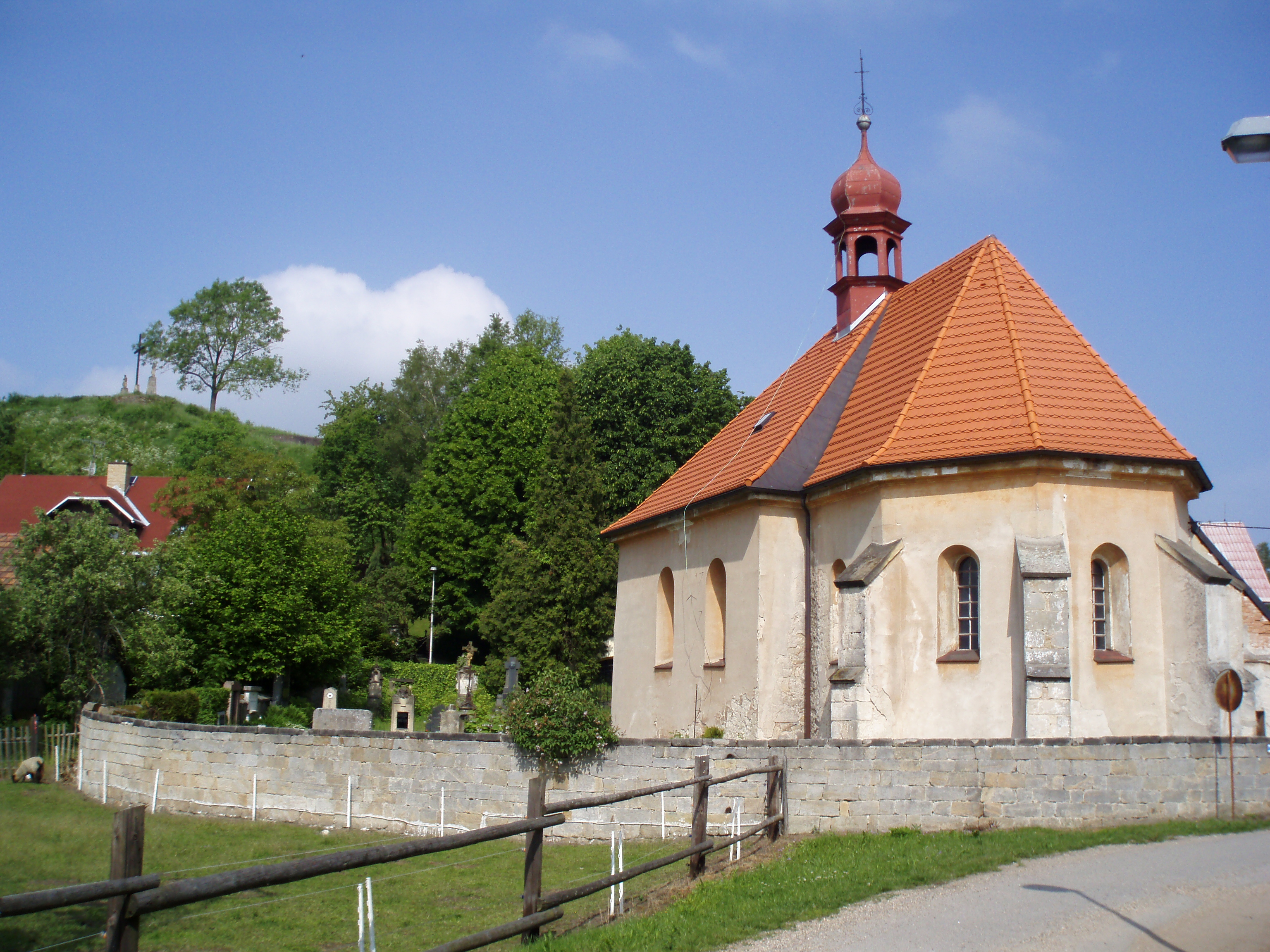
Kościół św. Bartołomieja

Brada-Rybníček – czeska wieś w byłym powiecie Jičín, w kraju hradeckim.
Góruje nad nią góra Brada (485 m n.p.m.).

## Historia
Na wzgórzu stał w średniowieczu zamek, jego pierwszym znanym właścicielem był Načerat (1241-63) i wtedy lennictwem jego był nawet Jičín. Sama miejscowość jest wspomniana w 1258.
Później zamek należał do dobra Veliš i wraz z wsią wiele razy zmieniał właścicieli. Wzmiankowany w 1533 jako opustoszały.
W 1866 na wzgórzu pozycja artylerii austriackiej.

## Zabytki
- Wczesnogotycki kościół św. Bartołomieja, wspomniany w 1371 i w latach 1622 oraz 1814, w ramach prac remontowych przebudowany
- Na górze Brada krzyż drewniany i statuy św. św. Piotra i Pawła